# 建新水库
建新水库是中国福建省福州市福清市境内的一座水库，位于涣溪支流万角溪上，建于1974年。水库正常库容为3137万立方米，集雨面积为45平方千米，海拔为72.5米。